# Prunella collaris

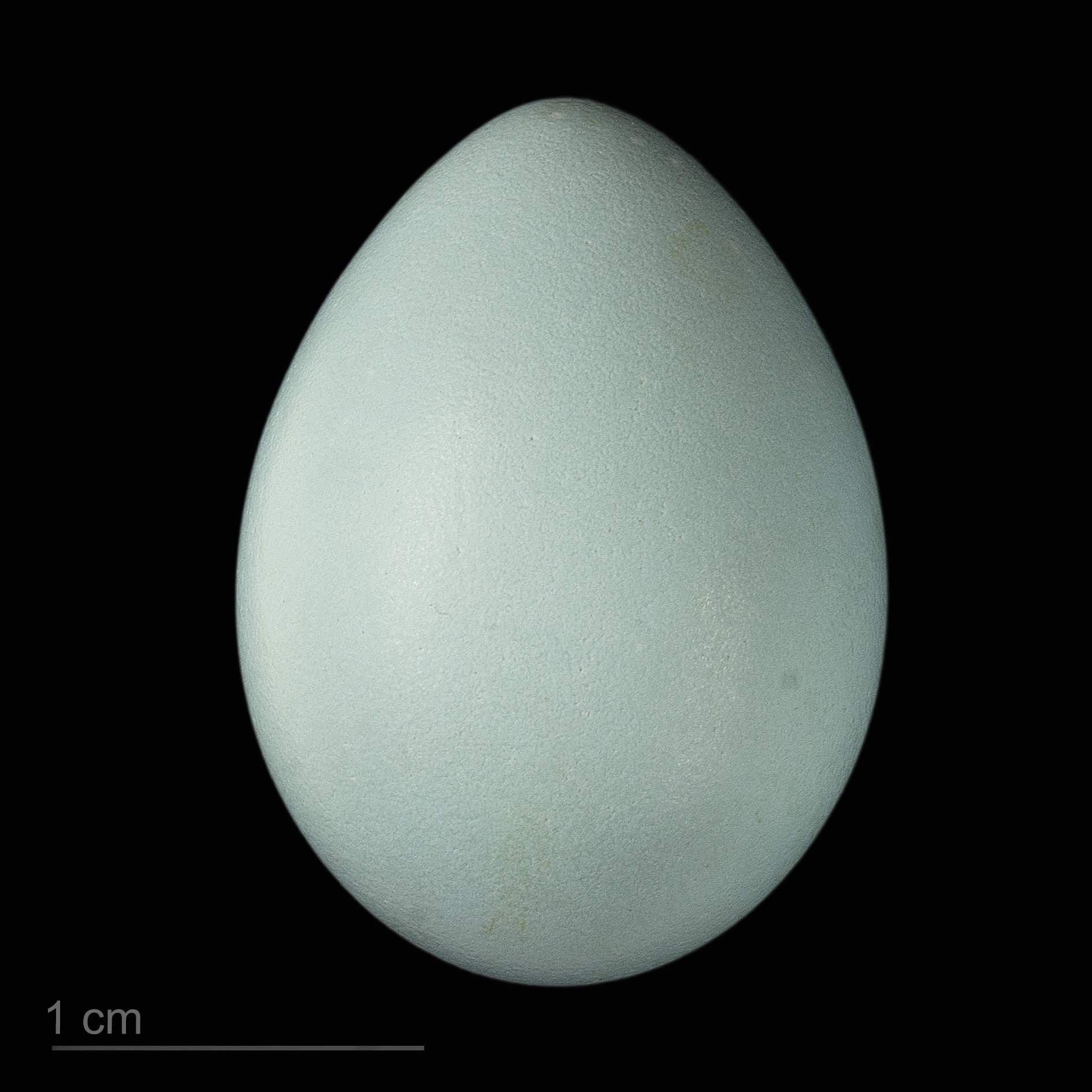
Prunella collaris collaris

Prunella collaris là một loài chim trong họ Prunellidae.
Loài này được tìm thấy trên khắp các ngọn núi của miền nam ôn đới châu Âu, Lebanon và châu Á ở độ cao trên 2000 m. Chủ yếu là loài định cư, trú đông rộng rãi hơn ở các vĩ độ thấp hơn, nhưng một số loài chim lang thang như những loài động vật quý hiếm đến tận Vương quốc Anh.
Đây là một loài chim sinh sống ở vùng núi trống với một số thảm thực vật thấp.